# 美来 (美作市)
美来（みらい）は、岡山県美作市にある大字。郵便番号は707-0017。

## 地理
中国自動車道美作インターチェンジ付近に位置し、豊国原、北山に隣接する。

## 歴史
2025年（令和7年）、美作市役所新庁舎および防災公園の整備に伴って豊国原、北山に跨る7.2ヘクタールの範囲に新設された大字である。名称は市内の小中学生から案を募って決められた。

## 施設
- 美作市庁舎